# Brian Haner
Brian Haner Sr. (ur. 7 kwietnia 1958) – amerykański gitarzysta, wokalista, ojciec Briana Hanera Jr. (gitarzysty zespołu Avenged Sevenfold).

## Życiorys
Od czasu ukończenia 20 lat grywał m.in. dla Franka Zappy, Tower Of Power i Rose Royce. Współpracował z zespołem Avenged Sevenfold m.in. przy piosenkach „Sidewinder” i „Bat Country”. Gra na gitarach akustycznych i elektrycznych.
Komponował też muzykę do telewizyjnych programów w tym Eerie Indiana oraz TV 101. Napisał książkę pod tytułem Carney Man: The Novel. Brał udział w skeczu Jeffa Dunhama Achmed Martwy Terrorysta „Jingle Bombs” oraz w skeczach z Achmedem, Bubbą J oraz Peanutem podczas świątecznego występu Jeffa Dunhama.